# France Gareau
Pour les articles homonymes, voir Gareau.
France Gareau, née le 15 avril 1967 à Verner en Ontario, est une athlète canadienne. 

## Biographie
France Gareau a pris part aux Jeux olympiques d'été de 1984 et remporté l'argent en relais 4 × 100 m avec Angela Bailey, Marita Payne et Angella Taylor-Issajenko.
Elle a également brillé aux jeux de la Francophonie, en 1989, à Casablanca, en enlevant la médaille d'argent aux relais 4 x 100 mètres et 4 x 400 mètres, et en 1994, à Paris, en enlevant la médaille d'or sur le 4 x 400 et la médaille d'argent sur le 4 x 100.
Elle est la mère du joueur de hockey sur glace Liam Foudy, repêché en 2018 au 18e rang par les Blue Jackets de Columbus, qui évolue avec les Knights de London.

## Palmarès

### Jeux olympiques d'été
- Jeux olympiques d'été de 1984 à Los Angeles ( États-Unis)
  - éliminée en série sur 100 m
  -  Médaille d'argent en relais 4 × 100 m

### Jeux du Commonwealth
- Jeux du Commonwealth de 1990 à Auckland ( Nouvelle-Zélande)
  - éliminée en demi-finale sur 100 m
  - éliminée en série sur 200 m
  - disqualifiée en relais 4 × 100 m
  -  Médaille de bronze en relais 4 × 400 m
- Jeux du Commonwealth de 1994 à Victoria ( Canada)
  - éliminée en demi-finale sur 200 m
  - 6e en relais 4 × 100 m

## Sources
- (en) Cet article est partiellement ou en totalité issu de l’article de Wikipédia en anglais intitulé « France Gareau » (voir la liste des auteurs).